# Kaloula walteri
Espèce
Statut de conservation UICN

 VU  : Vulnérable
Kaloula walteri est une espèce d'amphibiens de la famille des Microhylidae.

## Répartition
Cette espèce est endémique des Philippines. Son aire de répartition concerne les régions montagneuses du Sud-Est de Luçon et l'île de Polillo,.

## Étymologie
Cette espèce est nommée en l'honneur de Walter Creighton Brown.

## Publication originale
- Diesmos, Brown & Alcala, 2002 : New Species of Narrow-Mouthed Frog (Amphibia: Anura: Microhylidae; Genus Kaloula) from the Mountains of Southern Luzon and Polillo Islands, Philippines. Copeia, vol. 2002, no 4, p. 1037–1051.